# Jacques Joseph Champollion-Figeac
Jacques Joseph Champollion-Figeac, född 5 oktober 1778, död 9 maj 1867, var en fransk fornforskare. Han var bror till Jean-François Champollion.
Champollion var först stadsbibliotekarie och därefter professor i grekiska i Grenoble. 1828 blev han konservator av handskrifter vid Bibliothèque nationale och professor vid École des Chartes i Paris. 1849 blev han bibliotekarie i Fontainebleau. Genom broderns forskningar fördes han in på studiet av egyptisk arkeologi och utgav bland annat Annales des Lagides (2 band, 1819), Égypte ancienne (1840) och L'écriture démotique égyptienne (1843).